# Saunade
Die Saunade ist ein Fluss in Frankreich, der in den Regionen Nouvelle-Aquitaine und Auvergne-Rhône-Alpes verläuft. Sie entspringt unter dem Namen Ruisseau de Marnière beim gleichnamigen Weiler Marnière, im Gemeindegebiet von Mérinchal und ändert im Oberlauf noch ihren Namen auf Ruisseau de Sagne Jurade und Ruisseau des Mailleries. Sie entwässert generell Richtung Ostsüdost und mündet nach rund 24 Kilometern im Gemeindegebiet von Pontaumur als linker Nebenfluss in den Sioulet. Auf ihrem Weg durchquert die Saunade die Départements Creuse und Puy-de-Dôme.

## Orte am Fluss
(Reihenfolge in Fließrichtung)
- Marnière, Gemeinde Mérinchal
- Mérinchal
- Sonazet, Gemeinde Saint-Avit
- Le Grand Léger, Gemeinde Condat-en-Combraille
- Tralaigues
- Mouleix, Gemeinde Villosanges
- Saunade, Gemeinde Landogne
- Landogne
- Pontaumur